# Iván Gutiérrez
Iván Gutiérrez (* 17. května 1967 New York) je kolumbijský písničkář žijící v Česku. Je znám především díky spolupráci se Zuzanou Navarovou.

## Život
Narodil se v New Yorku kolumbijským rodičům, žil v Kolumbii, Mexiku a Spojených státech amerických. Studoval matematiku, filosofii, hudební teorii a čínštinu na binghamptonské a wisconsinské univerzitě.
V roce 1993 se dostal do Prahy, neboť tou dobu žil s českou emigrantkou, kterou potkal při studiích na univerzitě ve Wisconsinu. Po roce 2000 Iván Gutiérrez Česko opustil a vypravil se do Španělska,
V roce 2003 se Gutiérrez vrátil do Česka. Kromě hudby se živí překladatelstvím a vyučováním filosofie na Anglo-American University.

## Dílo
V Praze se seznámil se Zuzanou Navarovou a v roce 1994 spolu s baskytaristou Karlem Cábou vytvořili trojčlenné uskupení Tres a vydali stejnojmenné album se staršími Ivánovými písněmi (1995). Poté nahráli ještě jednu desku s písněmi Navarové, ta však dodnes nevyšla. Kolem dvojice Zuzana Navarová – Iván Gutiérrez se posléze vytvořila skupina Koa – Mário Bihári (akordeon, klavír, klarinet), Camilo Caller (bicí a perkuse) a František Raba (kontrabas) a společně hráli písně Zuzany i Ivána. Vzniklo album Skleněná vrba (1999, získalo cenu Žlutá ponorka) a koncertní Zelené album (2000). Album Zuzany Navarové a skupiny Koa Barvy všecky, natočené po Gutiérrezově odchodu do Španělska v roce 2001, obsahuje ještě píseň Taši delé, jíž je spoluautorem.
Po návratu do Česka v roce 2000 založil spolu s kontrabasistou Tadeášem Mesánym skupinu Madera. V roce 2005 vydali spolu se studiovými spoluhráči stejnojmenné album; s nimi v triu hraje bubeník a perkusista David Landštof. V roce 2011 vydala Madera album Jardín Amurallado.

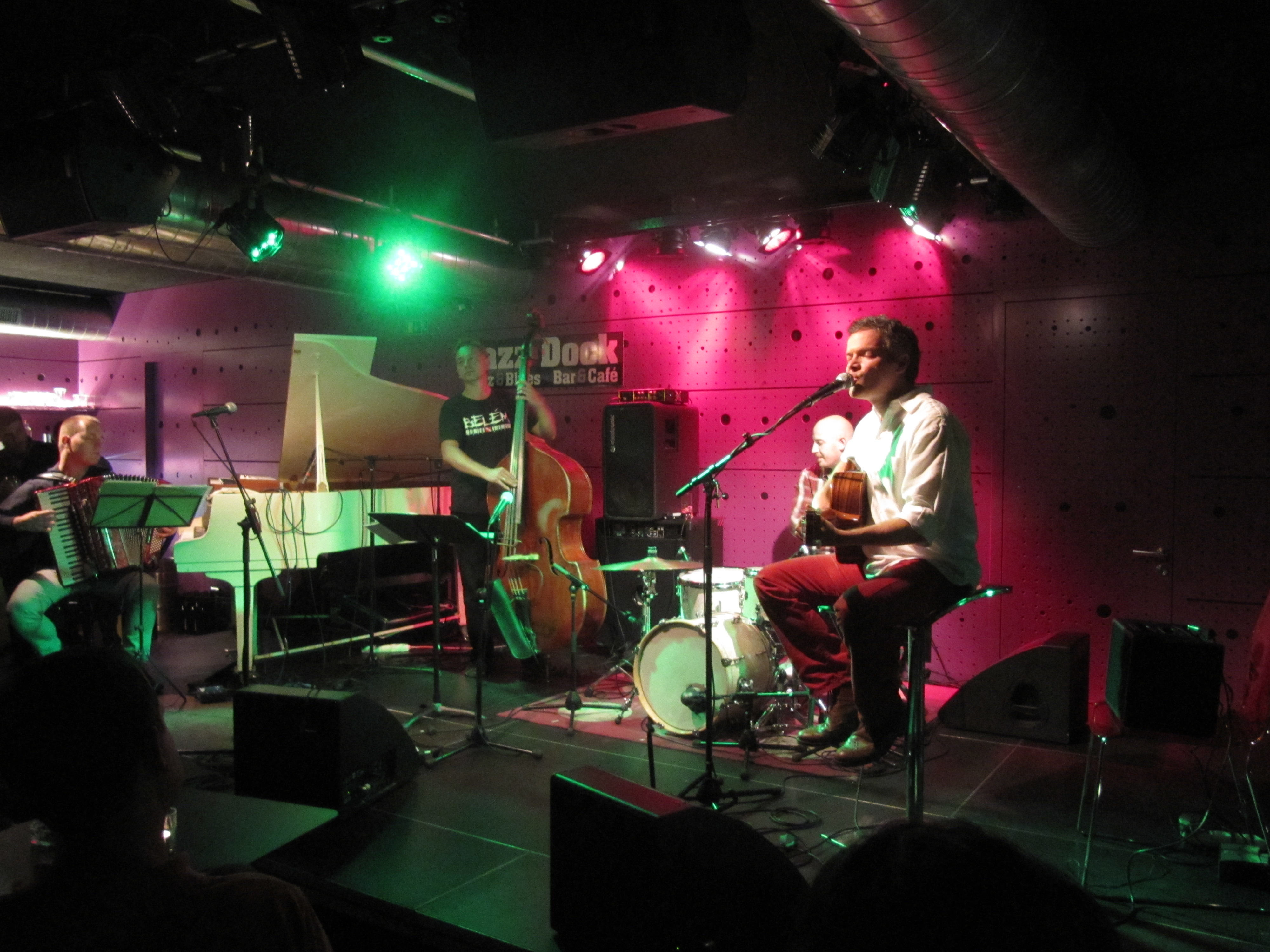
Iván Gutiérrez se skupinou Madera